# Valverde del Camino
Valverde del Camino è un comune spagnolo di 12 431 abitanti situato nella comunità autonoma dell'Andalusia. È sito tra le valli del Tinto e dell'Odiel.
È noto principalmente per la produzione di stivali da ippica e da lavoro di tipo "campero" diffuse sin dalla metà dell'800.

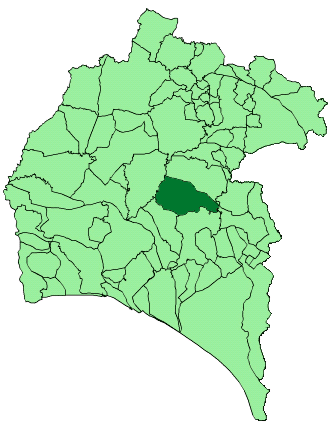
Mappa del comune nella provincia